# François Ribadeau Dumas
Pour les articles homonymes, voir Ribadeau Dumas et Dumas.
 (novembre 2019).
Si vous disposez d'ouvrages ou d'articles de référence ou si vous connaissez des sites web de qualité traitant du thème abordé ici, merci de compléter l'article en donnant les références utiles à sa vérifiabilité et en les liant à la section « Notes et références ».
François Ribadeau Dumas (Paris, 17 juin 1904 - Paris, 26 décembre 1998) est un homme de lettres, conférencier et journaliste français.

## Biographie
Spécialiste des sciences occultes, il est directeur du guide officiel Paris-Rive gauche et membre-fondateur de l'Association de la presse gastronomique. 
En 1930, il est domicilié 9, rue Sébastien-Bottin dans le 7e arrondissement de Paris.
Il est conseiller du 7e arrondissement de Paris (quartier Saint-Thomas-d'Aquin) et conseiller général de la Seine.

## Œuvres
- Carrefour de visage, 1929, La Nouvelle Société d'édition
- Plaisir du Béarn, 1931, La Nouvelle Société d'édition
- Cagliostro, 1966, Arthaud
- Histoire de Saint-Germain-des-Prés, 1959, Pierre Amiot. Prix Eugène-Carrière de l’Académie française
- Histoire de la magie, 1970, Belfond
- Hitler et la sorcellerie, 1975
- Spiritualité de la magie, 1995
- Grandeur et misère des Jésuites, 1994
- La Magie chez les Jésuites, 1989
- La Lumière et l'illumination, 1984
- Histoire de la Magie, préface de Robert Kanters. Les Productions de Paris, sans date.